# エージェントWEST!
『エージェントWEST!』（エージェントウエスト）は、朝日放送テレビ で2016年4月10日（4月9日深夜）から2020年6月28日（6月27日深夜）まで、日曜の未明（土曜深夜）に放送されていたバラエティ番組。ジャニーズWESTによる『ドヨルシリーズ』の第4弾であり、2016年10月2日（10月1日深夜）放送分から改題されるまでは、『ドヨルのエージェントWEST!』（ドヨルのエージェントウエスト）の番組名で放送されていた。

## 概要
ジャニーズWESTの7人がスパイ組織のエージェントに扮し、ミッションという名のもとに、メンバーがあらゆるジャンルのバラエティーロケに挑戦する。
「ドヨルのエージェントWEST!」はメンバー数名でボスからのミッションに挑み、成功をすればポイントを貰える。ポイントをためて、優秀なエージェントになればボーナスが、逆にダメエージェントになれば、きつい罰ゲームが待っている。
「エージェントWEST!」では、メンバー１人が、ボスから与えられる謎を、身体を張って検証して、解明する。それをメンバーがスタジオで見守るスタイルに変更された。たまに、スタジオで全員参加の回もある。

## 出演者
ジャニーズWEST
- 重岡大毅
- 桐山照史
- 中間淳太
- 神山智洋
- 藤井流星
- 濵田崇裕
- 小瀧望

## 放送リスト

### ドヨルのエージェントWEST!
放送日は朝日放送基準
| 番組内容 | 番組内容 | 番組内容                                                             | 番組内容                   |
| 回       | 放送日   | MISSION                                                              | エージェント               |
| -------- | -------- | -------------------------------------------------------------------- | -------------------------- |
| 1        | 4月10日  | 再生回数10億回以上！奇跡の動画を再現せよ！                           | 重岡大毅 中間淳太 神山智洋 |
| 2        | 4月17日  | 大阪大学の“錯覚”を使った“ある最先端科学”を体感せよ！                 | 桐山照史 小瀧望            |
| 3        | 4月24日  | 自分で言ったからには、その渡り方で実際に渡ってもらう                 | 桐山照史 中間淳太 神山智洋 |
| 4        | 5月1日   | あべのハルカスに潜入し、正体がバレないようにアルバイトをやり遂げよ！ | 重岡大毅 藤井流星          |
| 5        | 5月8日   | 奇跡のマリアージュを７つ解明せよ！                                   | 神山智洋 藤井流星          |
| 6        | 5月15日  | 過去に引きずられている人を救え！                                     | 重岡大毅 桐山照史          |
| 7        | 5月22日  | ダウトを見抜け！リアル間違い探し                                     | 桐山照史 中間淳太 濵田崇裕 |
| 8        | 5月29日  | 関西の掃除しにくい場所をキレイにせよ！                               | 重岡大毅 中間淳太          |
| 9        | 6月5日   | 危険外来生物スパイクフィッシュを捕獲し、喰え！                       | 桐山照史 藤井流星          |
| 10       | 6月12日  | 関西198市町村全てを暗記せよ！                                        | 濵田崇裕                   |
| 11       | 6月19日  | 関西198市町村全てを暗記せよ！                                        | 濵田崇裕                   |
| 12       | 7月3日   | １日で世界一周せよ！                                                 | 重岡大毅 神山智洋 藤井流星 |
| 13       | 7月10日  | エージェントアニマルを育成せよ！                                     | 中間淳太                   |
| 14       | 7月24日  | ７人連続で剛速球バレーボールをキャッチせよ！                         | 全員                       |
| 15       | 8月7日   | ホバーボードをマスターし、超絶アクロバットを決めろ！                 | 重岡大毅 藤井流星          |
| 16       | 8月14日  | 関西の中心地・難波から梅田まで正体がバレることなく移動せよ！         | 濵田崇裕 小瀧望            |
| 17       | 8月21日  | いかなる時でもカッコいい、真のエージェントであれ！                   | 重岡大毅 濵田崇裕          |
| 18       | 9月4日   | 驚愕のマジック動画を再現せよ！                                       | 濵田崇裕 小瀧望            |
| 19       | 9月11日  | 夏バテを解消する絶品スタミナ三色丼を作れ！                           | 小瀧望                     |
| 20       | 9月18日  | 最高のぶっつけ飯を完成させよ！                                       | 重岡大毅 中間淳太          |
| 21       | 9月25日  | 激辛タコ焼きチキンレース                                             | 桐山照史 中間淳太 小瀧望   |

### エージェントWEST!
放送日は朝日放送基準
| 2016年 | 2016年   | 2016年                                                             | 2016年       |
| 回     | 放送日   | 謎                                                                 | エージェント |
| ------ | -------- | ------------------------------------------------------------------ | ------------ |
| 22     | 10月2日  | 洞窟の奥に眠るパワースポット その先に何があるのか明確せよ！        | 濵田崇裕     |
| 23     | 10月9日  | 気功の真偽を解明せよ！                                             | 重岡大毅     |
| 24     | 10月16日 | 現金１億円を見せてくれる人を探し出し、『６次の隔たり』を実証せよ！ | 中間淳太     |
| 25     | 10月23日 | “食べ放題”でもとは取れるのか？解明せよ！                           | 桐山照史     |
| 26     | 10月30日 | 関西に潜む謎の扉！？その奥に何があるのか解明せよ！                 | 小瀧望       |
| 27     | 11月6日  | 誰でも催眠術師になれる禁断のマニュアルを学び、催眠術を習得せよ！   | 神山智洋     |
| 28     | 11月13日 | 富士の樹海にあるミステリーゾーン！？その正体を解明せよ！           | 濵田崇裕     |
| 29     | 11月20日 | 付け焼き刃で人はどこまで身体能力を伸ばせるか検証せよ！             | 重岡大毅     |
| 30     | 11月27日 | 人間の脳を欺く錯視の謎を解明せよ！                                 | 桐山照史     |
| 31     | 12月4日  | 名家の蔵には何が眠っているのか調査せよ！                           | 中間淳太     |
| 32     | 12月11日 | 大阪湾の怪物伝説！？その正体を解明せよ！                           | 濵田崇裕     |
| 33     | 12月18日 | 誰でもメンタリストにしてしまう謎の男が存在！？その真相を調査せよ！ | 神山智洋     |
| 34     | 12月25日 | 物理学をくつがえす！？不可能物体の謎を解明せよ！                   | 全員         |

| 2017年 | 2017年   | 2017年                                                                             | 2017年       |
| 回     | 放送日   | 謎                                                                                 | エージェント |
| ------ | -------- | ---------------------------------------------------------------------------------- | ------------ |
| 35     | 1月8日   | 東京に潜む謎の扉！？その奥に何があるのか解明せよ！                                 | 小瀧望       |
| 36     | 1月15日  | 暗黒の地下世界を調査せよ！                                                         | 藤井流星     |
| 37     | 1月22日  | 命を守るサイエンティスト！？ その最新科学を調査せよ！                              | 重岡大毅     |
| 38     | 1月29日  | 人間離れした凄技を持つ超人伝説の謎を解明せよ！                                     | 小瀧望       |
| 39     | 2月5日   | 石垣島に『エイリアン軍団襲来』！？その正体を暴け！                                 | 桐山照史     |
| 40     | 2月12日  | 暗黒の地下世界を調査せよ！Part 2                                                   | 藤井流星     |
| 41     | 2月19日  | 影を自在に操る影絵 どうやってその世界を作るのか解明せよ！                          | 全員         |
| 42     | 2月26日  | 付け焼き刃で人はどこまで身体能力を伸ばせるか検証せよ！Part 2                       | 重岡大毅     |
| 43     | 3月5日   | 『目の前30cm』のミステリー 驚愕マジシャンKiLaの超絶テクニックを暴け！              | 神山智洋     |
| 44     | 3月12日  | たった１時間で○○ができるようになる魔法のメソッドの謎を解明せよ！                   | 中間淳太     |
| 45     | 3月19日  | 見たものを瞬時に記憶！日本一の記憶術を解明せよ！                                   | 濵田崇裕     |
| 46     | 3月26日  | エージェントテスト！４つの謎を解き明かせ！                                         | 全員         |
| 47     | 4月2日   | 50円硬貨の『レアコイン』 あれば一体いくらになる？                                  | 藤井流星     |
| 48     | 4月9日   | いざ！という時、あなたはその危険を乗り越えられるのか？                             | 濵田崇裕     |
| 49     | 4月16日  | カレーうどんの汁を服にとばさずキレイに食べるには？あらゆる方法で検証せよ！         | 桐山照史     |
| 50     | 4月23日  | ショベルカーで神技！どんなことまで達成できるか検証せよ！                           | 神山智洋     |
| 51     | 4月30日  | ボウリングで２００点を越える魔法のメソッドの謎を解明せよ！                         | 中間淳太     |
| 52     | 5月7日   | 万能ねぎは本当に“万能”なのか？を検証せよ！                                         | 小瀧望       |
| 53     | 5月14日  | 付け焼き刃で人間の身体能力はどこまでアップできるのか？大車輪編                     | 重岡大毅     |
| 54     | 5月21日  | 天使か悪魔か？料理を究極まで進化させたらどうなるか検証せよ！                       | 濵田崇裕     |
| 55     | 5月28日  | ＴＫＧを超える究極の『○○Ｇ』を創り出せ！                                           | 藤井流星     |
| 56     | 6月4日   | 驚異の進化を遂げた最新セキュリティ！突破できるのか検証せよ！                       | 神山智洋     |
| 57     | 6月11日  | グルメレッドリスト 絶滅危惧の絶品料理を救え！                                      | 重岡大毅     |
| 58     | 6月18日  | 東京湾のアナコンダ！？その正体を解明せよ！                                         | 濵田崇裕     |
| 59     | 6月25日  | 不遇食材救済プロジェクト！『福神漬』はもっとデキる子のはず！                       | 小瀧望       |
| 60     | 7月2日   | 選ばれし者のみが入浴できる日本一の秘湯とは？                                       | 藤井流星     |
| 61     | 7月9日   | 無重力で○○するとどうなる？来る宇宙時代に備えよ！                                   | 神山智洋     |
| 62     | 8月13日  | 科学で解明！夜店の攻略法とは？                                                     | 桐山照史     |
| 63     | 8月20日  | 命の危機から脱出するサバイバル術とは？身近なモノで生き延びろ！                     | 重岡大毅     |
| 64     | 9月3日   | 世の中の確率を徹底調査！当たりの確率を上げる裏技は存在するのか？                   | 中間淳太     |
| 65     | 9月10日  | 不遇食材救済プロジェクト２！『パセリ』はもっとデキる子のはず！                     | 小瀧望       |
| 66     | 9月17日  | 運動オンチでもたった１日で卓球のプロと同じ球を打てる！？魔法のメソッドを検証せよ！ | 中間淳太     |
| 67     | 9月24日  | 付け焼き刃で人間の身体能力はどこまでアップできるのか？ギネスで世界記録を更新せよ！ | 重岡大毅     |
| 68     | 10月1日  | ７人全員で成功させろ！プレッシャー３番勝負！                                       | 全員         |
| 回     | 放送日   | MISSION                                                                            | エージェント |
| 69     | 10月8日  | ABCクエスト                                                                        | 全員         |
| 70     | 10月15日 | ABCクエスト                                                                        | 全員         |
| 71     | 10月22日 | ABCクエスト                                                                        | 全員         |
| 72     | 10月29日 | ABCクエスト                                                                        | 全員         |
| 73     | 11月5日  | 駅ビルクエスト                                                                     | 全員         |
| 74     | 11月12日 | 駅ビルクエスト                                                                     | 全員         |
| 75     | 11月19日 | 駅ビルクエスト                                                                     | 全員         |
| 76     | 11月26日 | 駅ビルクエスト                                                                     | 全員         |
| 77     | 12月3日  | 中崎町レトロお宝BINGO                                                              | 全員         |
| 78     | 12月10日 | 中崎町レトロお宝BINGO                                                              | 全員         |
| 79     | 12月17日 | 中崎町レトロお宝BINGO                                                              | 全員         |
| 80     | 12月24日 | 中崎町レトロお宝BINGO                                                              | 全員         |

| 2018年 | 2018年   | 2018年 | 2018年            |
| 回     | 放送日   | MISSION | エージェント      |
| ------ | -------- | --- | ----------------- |
| 81     | 1月14日  | ブラックボスからの挑戦状！                                                                                                  | 全員              |
| 82     | 1月21日  | ブラックボスからの挑戦状！                                                                                                  | 全員              |
| 83     | 1月28日  | ブラックボスからの挑戦状！                                                                                                  | 全員              |
| 84     | 2月4日   | 日本橋で機密文書奪還作戦 | 全員              |
| 85     | 2月11日  | 日本橋で機密文書奪還作戦 | 全員              |
| 86     | 2月18日  | 日本橋で機密文書奪還作戦 | 全員              |
| 87     | 2月25日  | 日本橋で機密文書奪還作戦 | 全員              |
| 88     | 3月4日   | 日本橋で機密文書奪還作戦 | 全員              |
| 89     | 3月11日  | 堀江のダウトを指摘せよ！ | 全員              |
| 90     | 3月18日  | 堀江のダウトを指摘せよ！ | 全員              |
| 91     | 3月25日  | 堀江のダウトを指摘せよ！ | 全員              |
| 92     | 4月1日   | 堀江のダウトを指摘せよ！ | 全員              |
| 93     | 4月15日  | 「スーパープレー成功への道中間流メソッド」 「桐山侍が子どもの疑問をすっきり解決」                                           | 中間淳太 桐山照史 |
| 94     | 4月22日  | 「外国人をおもてなし!リアルJAPANナビゲーターHAMADA」 「あの街の噂はウソか本当か？真相を暴く！」                             | 濵田崇裕 藤井流星 |
| 95     | 4月29日  | 「スーパーアスリート重岡の発掘！トレジャースポーツ」 「神ちゃんおかんがお母さんの代わりに家事手伝います 前編」              | 重岡大毅 神山智洋 |
| 96     | 5月6日   | 「神ちゃんおかんがお母さんの代わりに家事手伝います 後編」 「ファンションの悩メンズ オシャレに大変身！」                     | 神山智洋 小瀧望   |
| 97     | 5月13日  | 「桐山侍が子どもの疑問をすっきり解決」 「外国人をおもてなし リアルJAPANナビゲーターHAMADA」                                 | 桐山照史 濵田崇裕 |
| 98     | 5月20日  | 「あの街の噂はウソか本当か？真相を暴く！」 「スーパープレー成功への道中間流メソッド ジャグリング編」                        | 藤井流星 中間淳太 |
| 99     | 5月27日  | 「ファンションの悩メンズ オシャレに大変身！」 「スーパーアスリート重岡の発掘！トレジャースポーツ」                          | 小瀧望 重岡大毅   |
| 100    | 6月3日   | 「子どもの疑問をすっきり解決」 「ファンションの悩メンズ オシャレに大変身！」                                                | 桐山照史 小瀧望   |
| 101    | 6月10日  | 「街の噂はウソか本当か？真相を暴く！」 「外国人をおもてなし リアルJAPANナビゲーターHAMADA」                                 | 藤井流星 濵田崇裕 |
| 102    | 6月17日  | 「運動オンチをパーフェクトに克服！中間流メソッド」 「神ちゃんおかんが悩める母をお助けします！」                             | 中間淳太 神山智洋 |
| 103    | 7月1日   | 「スーパーアスリート重岡の発掘！トレジャースポーツ」 「子どもの素朴な疑問をすっきり解決」                                   | 重岡大毅 桐山照史 |
| 104    | 7月8日   | 「ファンションの悩メンズ オシャレに大変身！」 「街の噂はウソか本当か？真相を暴く！」                                        | 小瀧望 藤井流星   |
| 105    | 7月29日  | 「神ちゃんおかんが悩める母をお助けします！」 「スーパーアスリート重岡の発掘！トレジャースポーツ」                           | 神山智洋 重岡大毅 |
| 106    | 8月12日  | 「外国人をおもてなし リアルJAPANナビゲーターHAMADA」 「運動オンチをパーフェクトに克服！中間流メソッド」                     | 濵田崇裕 中間淳太 |
| 107    | 8月19日  | 「街の噂はウソか本当か？真相を暴く！」 「ファンションの悩メンズ オシャレに大変身！」                                        | 藤井流星 小瀧望   |
| 108    | 9月2日   | 「子どもの素朴な疑問をすっきり解決」 「スーパーアスリート重岡の発掘！トレジャースポーツ」                                   | 桐山照史 重岡大毅 |
| 109    | 9月9日   | 「スーパーアスリート重岡の発掘！トレジャースポーツ」 「外国人をおもてなし リアルJAPANナビゲーターHAMADA」                   | 重岡大毅 濵田崇裕 |
| 110    | 9月16日  | 「運動オンチをパーフェクトに克服！中間流メソッド」 「神ちゃんおかんが悩める母をお助けします！」                             | 中間淳太 神山智洋 |
| 111    | 9月23日  | 「神ちゃんおかんが三つ子のお世話手伝います！」 「街の噂はウソか本当か？真相を暴く！」                                       | 神山智洋 藤井流星 |
| 112    | 9月30日  | 「ファンションの悩メンズ オシャレに大変身！」 「子どもの素朴な疑問をすっきり解決」                                          | 小瀧望 桐山照史   |
| 113    | 10月7日  | 「子どもの素朴な疑問をすっきり解決」 「外国人をおもてなし リアルJAPANナビゲーターHAMADA」                                   | 桐山照史 濵田崇裕 |
| 114    | 10月14日 | 「運動オンチをパーフェクトに克服！中間流メソッド」 「街の噂はウソか本当か？真相を暴く！」                                   | 中間淳太 藤井流星 |
| 115    | 10月20日 | 「外国人をおもてなし リアルJAPANナビゲーターHAMADA」                                                                        | 濵田崇裕          |
| 116    | 10月28日 | 「スーパーアスリート重岡の発掘！トレジャースポーツ」 「運動オンチをパーフェクトに克服！中間流メソッド」                     | 重岡大毅 中間淳太 |
| 117    | 11月11日 | 「神ちゃんおかんが悩める母をお助けします！」 「街で人気と噂のゲーム やってみたらその真相は…！」                             | 神山智洋 藤井流星 |
| 118    | 11月18日 | 「ファッションの悩メンズオシャレに大変身！」 「街の噂はウソが本当か？真相を暴く！」                                         | 小瀧望 藤井流星   |
| 119    | 11月25日 | 「スーパーアスリート重岡の発掘！トレジャースポーツ！」 「マイナースポーツとしても知られていない！ゲンセキスポーツを発掘！」 | 重岡大毅          |
| 120    | 12月2日  | 「子どもの素朴な疑問をすっきり解決」 「ファッションの悩メンズオシャレに大変身」                                             | 桐山照史 小瀧望   |
| 121    | 12月8日  | 「運動オンチをパーフェクトに克服！中間流メソッド」                                                                          | 中間淳太          |
| 122    | 12月15日 | 「神ちゃんおかんの神ワザクイズ」                                                                                            | 神山智洋          |
| 123    | 12月22日 | 「街の噂はウソか本当か？真相を暴く！」 「外国人をおもてなし リアルJAPANナビゲーターHAMADA」                                 | 藤井流星 濵田崇裕 |

| 2019年 | 2019年  | 2019年                                                                                                  | 2019年            |
| 回     | 放送日  | MISSION                                                                                                 | エージェント      |
| ------ | ------- | --- | ----------------- |
| 124    | 1月5日  | 「スーパーアスリート重岡の発掘！トレジャースポーツ！」                                                  | 重岡大毅          |
| 125    | 1月12日 | 「運動オンチをパーフェクトに克服！中間流メソッド」 「子どもの素朴な疑問をすっきり解決」                 | 中間淳太 桐山照史 |
| 126    | 1月19日 | 「ファッションの悩メンズオシャレに大変身！」                                                            | 小瀧望            |
| 127    | 1月26日 | 「アニマル界の不思議な噂」 「神ちゃんおかんが悩める母をお助けします！」                                 | 藤井流星 神山智洋 |
| 128    | 2月2日  | 「神ちゃんおかんが悩める母をお助けします！」 「子どもの素朴な疑問をすっきり解決」                       | 神山智洋 桐山照史 |
| 129    | 2月9日  | 「運動オンチをパーフェクトに克服！中間流メゾット」 「外国人をおもてなし リアルJAPANナビゲーターHAMADA」 | 中間淳太 濵田崇裕 |
| 130    | 2月16日 | 「スーパーアスリート重岡の発掘！トレジャースポーツ！」 「ファッションの悩メンズオシャレに大変身！」     | 重岡大毅 小瀧望   |
| 131    | 2月23日 | 「外国人をおもてなし リアルJAPANナビゲーターHAMADA」 「街の噂はウソか本当か？真相を暴く！」             | 濵田崇裕 藤井流星 |
| 132    | 3月2日  | 「子どもの素朴な疑問をすっきり解決」 「運動オンチをパーフェクトに克服！中間流メゾット」                 | 桐山照史 中間淳太 |
| 133    | 3月9日  | 「ファッションの悩メンズオシャレに大変身！」 「世界の"わらべあそび"を楽しもう」                         | 小瀧望 桐山照史   |
| 134    | 3月16日 | 「街の噂はウソか本当か？真相を暴く！」 「スーパーアスリート重岡の発掘！トレジャースポーツ！」           | 藤井流星 重岡大毅 |
| 135    | 3月23日 | 「運動オンチをパーフェクトに克服！中間流メゾット」 「ファッションの悩メンズオシャレに大変身！」         | 中間淳太 小瀧望   |
| 136    | 3月30日 | 「クイズ！エージェント“絆”チェック！」                                                                  | 全員              |
| 137    | 4月6日  | 「子どもの素朴な疑問をすっきり解決」 「外国人をおもてなし リアルJAPANナビゲーターHAMADA」               | 桐山照史 濵田崇裕 |
| 138    | 4月13日 | 「スーパーアスリート重岡の発掘！トレジャースポーツ！」 「神ちゃんおかんが悩める母をお助けします！」     | 重岡大毅 神山智洋 |
| 139    | 4月20日 | 「街の噂はウソか本当か？真相を暴く！」                                                                  | 藤井流星          |
| 140    | 4月27日 | 「ファッションの悩メンズオシャレに大変身！」 「運動オンチをパーフェクトに克服！中間流メゾット」         | 小瀧望 中間淳太   |
| 141    | 5月4日  | 「目指せ！日本の伝統文化を極める男！」 「子どもの素朴な疑問をすっきり解決」                             | 重岡大毅 桐山照史 |
| 142    | 5月11日 | 「神ちゃんおかんが悩める母をお助けします！」 「ＮＯＮ小瀧のファッションクイズ」                         | 神山智洋 小瀧望   |
| 143    | 5月18日 | 「外国人をおもてなし リアルJAPANナビゲーターHAMADA」 「街の噂はウソか本当か？真相を暴く！」             | 濵田崇裕 藤井流星 |
| 144    | 5月25日 | 「子どもの素朴な疑問をすっきり解決」 「ファッションの悩メンズオシャレに大変身！」                       | 桐山照史 小瀧望   |

## スタッフ
- ナレーター：川下大洋
- 構成：天野慎也、北野克哉
- カメラ：川島孝夫、後藤佑真
- 音声：及川幸一
- 編集：安川修平
- MA：中村裕子
- 音効：矢部公英
- 技術協力：イメージランド、エスユー、アッパーアローズ
- メイク：吉田みわ
- 編成：石橋義史（朝日放送テレビ）
- 番組宣伝：高橋寿英・喜内三恵子（朝日放送テレビ）
- ホームページ：鍛治真紀子（デジアサ）
- デスク：松原幹（朝日放送テレビ）
- AD：小嶌毬阿、栗栖竜
- AP：鈴木美絵、酒井亭、昆桃子
- ディレクター：須藤孝幸（Oidooon）、小南彰
- 演出：三澤隆之（GUlLD）
- プロデューサー：岡崎由記（朝日放送テレビ）、福田真砂美（GUlLD）
- チーフプロデューサー：山田敬文（朝日放送テレビ）
- 協力：ジャニーズ事務所
- 制作：GUlLD
- 制作著作：朝日放送テレビ

### 過去のスタッフ
- 構成：武輪真人、くらやん
- リサーチ：勝浦慎吾
- SW：川崎圭一郎、中本徹（以前はCAM）
- LD：細川圭吾
- VE：丸尾浩介
- MIX：坂本宗之、山本耕之、清水俊孝、大山祐馬
- CAM：香川崇志、松本譲二、知花裕樹、錦戸浩司、高階一行、鵜沼都、岩井笙太
- EED：浜村典彦、澤田全起、柳原正子、板野元秀、三村理沙子
- ENG：山崎弘希（スウィッシュ・ジャパン）、星野聡太（アイゼン）
- MA：川口晃平
- 音響効果：黒澤秀一
- CG：明石達也、山野秀樹
- 美術：小林沙奈美、佐々文章
- 美術進行：八木田好一
- 技術協力：関西東通、アイネックス、ライズアップ、STUDIO B&M、Studio Nest
- 美術協力：グリーン・アート、思巧堂、新光企画、インターナショナルクリエイティブ、東京衣裳、京阪商会、シュプール、ビーム、G-MAX
- 番組宣伝：衣川淳子（朝日放送テレビ）
- デスク：田村圭（朝日放送テレビ）
- AD：奥村秀人
- ディレクター：射手矢正太郎（ウォークオン）、土井長慶宗・濱田崇充・藤本能範（朝日放送テレビ）、堀景輔（ウォークオン）、堀田真範（ホーリーズエンタープライズ）、小八木敬三（レジスタエックスワン）、笹木信吾（1006）、竹内幸司（濱田・笹木→以前は企画・演出、竹内→以前はAD）
- チーフディレクター：田嶋康次郎（朝日放送テレビ、以前はディレクター）
- 総合演出：塩崎拓（朝日放送テレビ）
- プロデューサー：辻史彦・西尾理志・佐々木匡哉（朝日放送テレビ）